# Монтезано сула Марчелана
Монтеза̀но сула Марчела̀на (на италиански: Montesano sulla Marcellana) е градче и община в Южна Италия, провинция Салерно, регион Кампания. Разположено е на 850 m надморска височина. Населението на общината е 6683 души (към 2010 г.).